# Корчагин, Иван Иванович
Иван Иванович Корчагин (20 марта 1916, Михалково, Тверская губерния — 12 октября 2003, Москва) — лётчик 6-го гвардейского Московского штурмового авиационного полка 3-й воздушной армии 1-го Прибалтийского фронта, майор; Герой России (1994).

## Биография
Родился 20 марта 1916 года в деревне Михалково, в многодетной крестьянской семье. Русский. Окончил с отличием школу. Работал в Москве. Стремился стать лётчиком, работал механиком в отряде дирижаблей.
Был призван в Красную Армию, но поскольку опоздал к вступительным экзаменам, был направлен авиамехаником в Сталинградскую военную авиационную школу лётчиков.
После начала Великой Отечественной войны добился направления на летную учёбу. В 1943 году окончил Балашовское лётное училище. Некоторое время служил в запасном авиационном полку. Вступил в бои на фронтах Великой Отечественной войны в марте 1944 года. Был направлен в 6-й гвардейский штурмовой авиационный полк, одну из самых прославленных частей ВВС.
За 14 месяцев боев Иван Корчагин совершил 126 боевых вылетов, в которых уничтожил и поразил 5 вражеских танков, 60 автомашин, до 50 повозок с грузами, 12 артиллерийских орудия, 2 паровоза. Провёл 8 воздушных боев с вражескими истребителями, в одном из которых стрелок-радист экипажа сбил немецкий самолёт.
В бою 18 августа 1944 года Иван Корчагин сжег две автомашины с горючим и уничтожил вражескую переправу через реку Вента в Прибалтике. В результате был задержан вражеский контрудар в этом районе. 30 марта 1945 года в сложной метеорологической обстановке выполнил задание по разведке артиллерийских позиций противника в районе северо-западнее города Кёнигсберг, в результате чего ценные разведданные доставлены в часть своевременно. В бою 6 апреля 1945 года у села Меденау при штурмовке артиллерийских и миномётных позиций врага в первом же заходе самолёт Корчагина получил повреждения. Но отважный лётчик не вышел из боя и продолжал наносить удары по врагу вместе с группой до полного выполнения задания. На обратном пути группу атаковали несколько истребителей врага, двум из которых удалось отсечь повреждённый самолёт Корчагина от остальных штурмовиков. Мастерски провёл воздушный бой, умелым маневром дал возможность своему стрелку-радисту сбить один истребитель. Затем уже на горящем самолёте дотянул до линии фронта и посадил его «на брюхо» в расположении своих войск.
Указом Президента Российской Федерации № 400 от 28 февраля 1994 года за мужество и героизм, проявленные в борьбе с немецко-фашистскими захватчиками в Великой Отечественной войне 1941—1945 годов, майору в отставке Корчагину Ивану Ивановичу присвоено звание Героя Российской Федерации с вручением медали «Золотая Звезда».
Старший лейтенант И. И. Корчагин в составе сводного полка 1-го Прибалтийского фронта участвовал в Параде Победы на Красной площади в Москве 24 июня 1945 года.
После окончания Великой Отечественной войны отважный лётчик продолжал службу в ВВС СССР. Окончил Высшую офицерскую школу штурманов, был штурманом авиационного полка и авиационной дивизии. С 1959 года майор И. И. Корчагин — в запасе. Работал в Главрыбводе СССР, а затем в пожарной охране Московского метрополитена.
Жил в городе-герое Москве. Будучи в запасе, приказом ВГК РФ в апреле 2000 года произведён в подполковники.
Скончался 12 октября 2003 года. Похоронен на Преображенском кладбище Москвы.

### Семья
Жена — Анна Петровна (1921 — ?)
- сын Сергей (р. 1956)[4].

## Награды
- три ордена Красного Знамени (30.6.1944, 26.11.1944, 8.4.1945);
- три ордена Отечественной войны 1-й (16.9.1944, 18.4.1945) и 2-й степени (6.4.1985)[1];
- орден Красной Звезды (20.4.1953);
- медали, в том числе:
  - «За победу над Германией» (9.5.1945);
  - «За взятие Кёнигсберга» (9.6.1945);
  - «За боевые заслуги» (6.11.1947).

В июле 2016 года в центре Москвы был задержан мужчина, пытавшийся сбыть похищенные награды и наградные документы нескольких Героев СССР, в том числе Ивана Ивановича. По словам представителя МВД, найденные ордена и медали будут возвращены семьям героев.

## Память
В городе Москве, на доме где жил Герой (Бойцовая улица, дом 10, корпус 1), установлена мемориальная доска.

## Комментарии
1. ↑  Деревня Михалково, относившаяся к Корчевскому (с мая 1922 — Кимрскому) уезду, в 1950-е годы входила в состав Ново-Ивановского сельсовета Горицкого района, ныне — в Кимрском округе Тверской области.
2. ↑  В ряде источников местом рождения указано село Михайловка ныне Тверской области без уточнения административно-территориальной принадлежности[2].